# 特迪山
46°48′40″N 8°54′53″E / 46.81111°N 8.91472°E

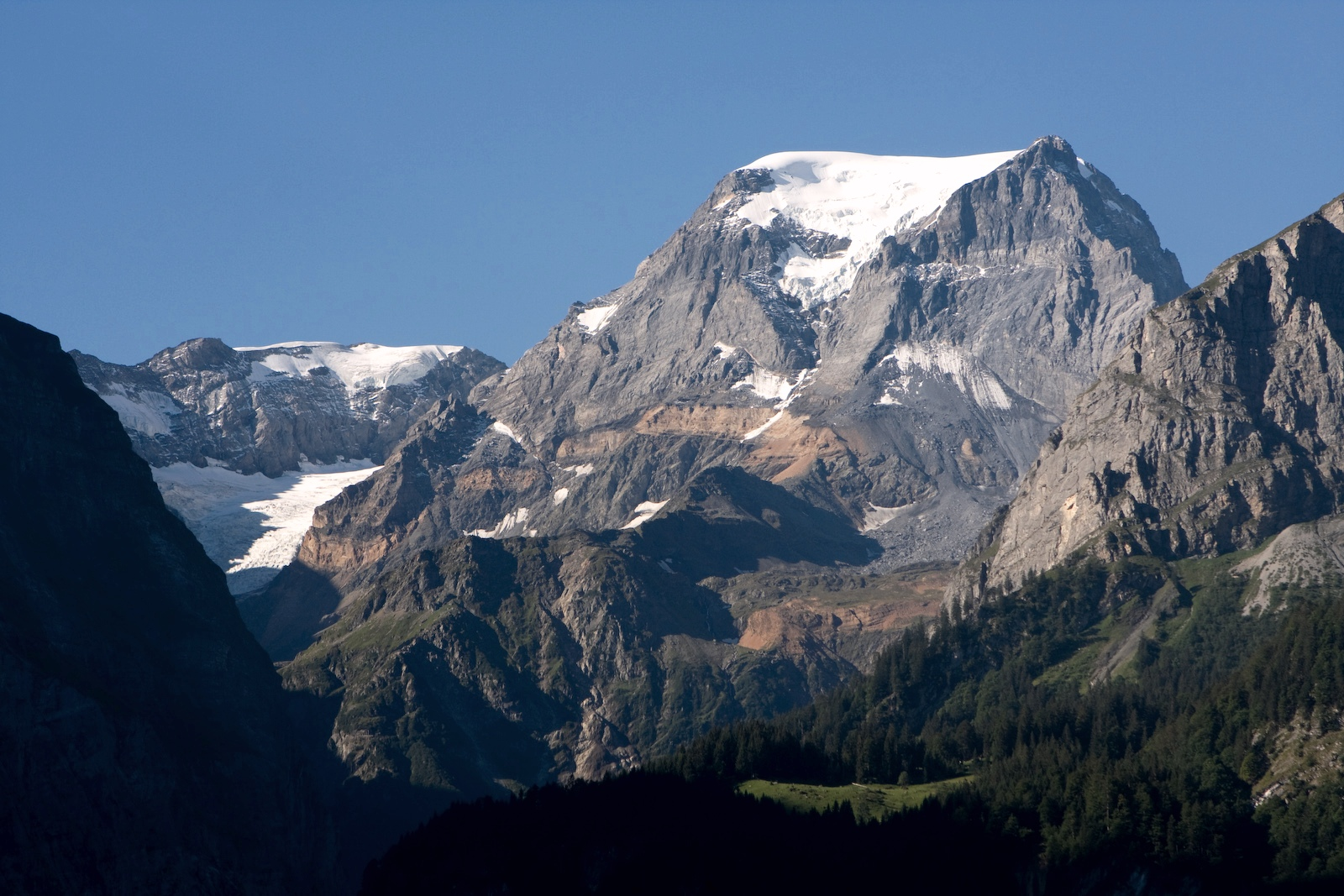

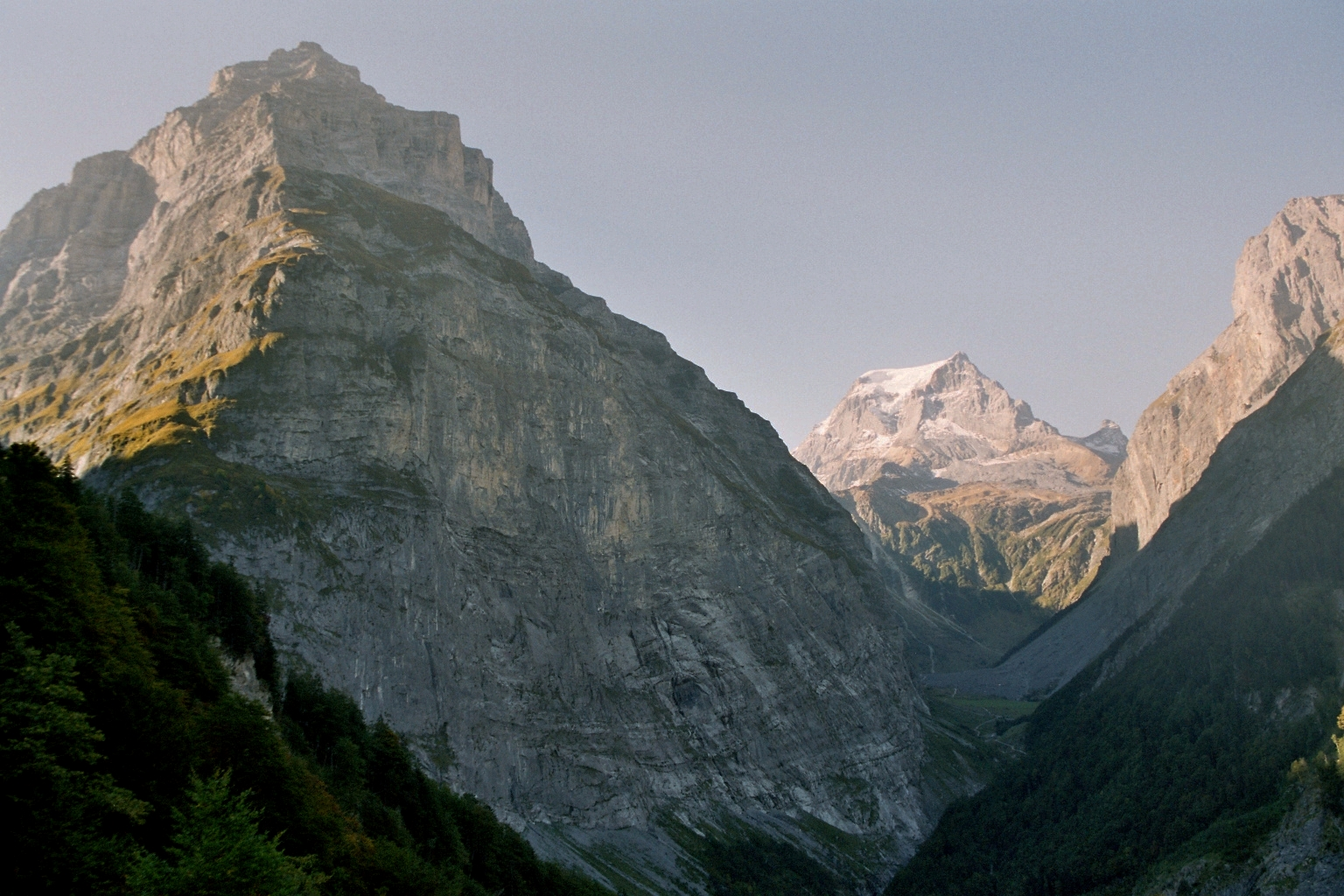

特迪山（Tödi），是瑞士的山峰，位於該國中東部，由格拉魯斯州負責管轄，屬於格拉魯斯阿爾卑斯山脈的一部分，海拔高度3,613米，人類在1824年首次登上該山峰。